# Primeiro eles vieram buscar os...

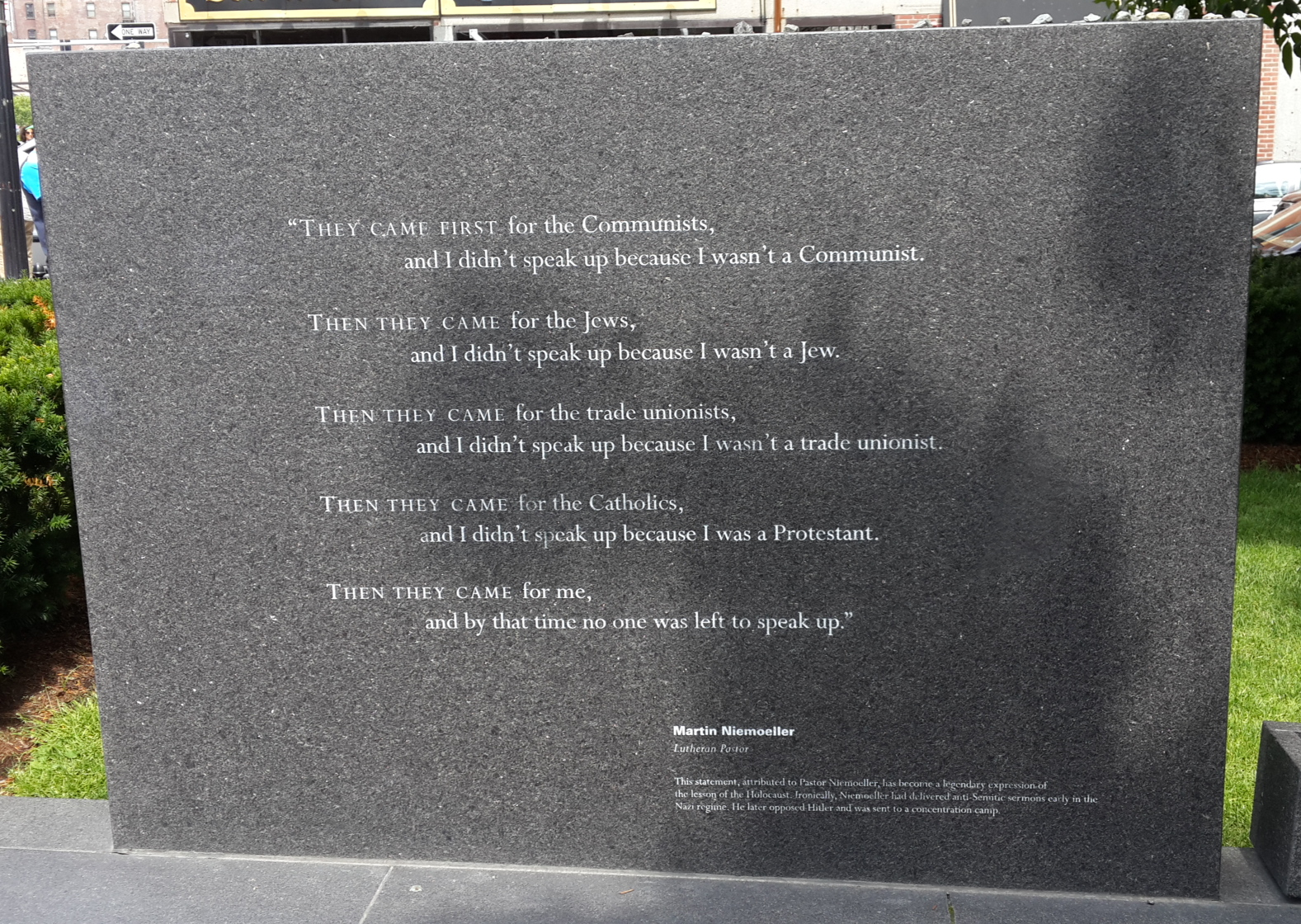
Gravura da confissão em forma poética apresentada no New England Holocaust Memorial em Boston, Massachusetts

"Primeiro eles vieram buscar os..."  (em alemão: Als sie kamen lit.  "Quando eles vieram", ou Habe ich geschwiegen lit.  "Fiquei em silêncio") é a forma poética de um texto em prosa confessional escrito em 1946, no pós-guerra, pelo pastor luterano alemão Martin Niemöller (1892–1984). O poema trata da cumplicidade silenciosa dos intelectuais e clérigos alemães após a ascensão dos nazistas ao poder e o subsequente expurgo gradual de seus alvos escolhidos. Muitas variações e adaptações baseadas no original foram publicadas.

## Texto
As versões mais conhecidas da confissão são as versões editadas em forma poética que começaram a circular na década de 1950. O Museu Memorial do Holocausto dos Estados Unidos cita o seguinte texto como uma das muitas versões poéticas do discurso:
Primeiro eles vieram buscar os socialistas, e eu fiquei calado — porque não era socialista.
Então, vieram buscar os sindicalistas, e eu fiquei calado — porque não era sindicalista.
Em seguida, vieram buscar os judeus, e eu fiquei calado — porque não era judeu.

Foi então que eles vieram me buscar, e já não havia mais ninguém para me defender.
A versão original em alemão, conforme preservada pelo Martin-Niemöller-Haus Berlin-Dahlem [de] é a seguinte:
| Als die Nazis die Kommunisten holten, habe ich geschwiegen; ich war ja kein Kommunist. Als sie die Gewerkschafter holten, habe ich geschwiegen; ich war ja kein Gewerkschafter. Als sie die Sozialdemokraten einsperrten, habe ich geschwiegen; ich war ja kein Sozialdemokrat. Als sie die Juden einsperrten, habe ich geschwiegen; ich war ja kein Jude. Als sie mich holten, gab es keinen mehr, der protestieren konnte. | Quando os nazistas levaram os comunistas, fiquei em silêncio; eu não era comunista. Quando levaram os sindicalistas, fiquei em silêncio; eu não era sindicalista. Quando prenderam os social-democratas, fiquei em silêncio; eu não era social-democrata. Quando prenderam os judeus, fiquei em silêncio; eu não era judeu. Quando vieram me buscar, não havia mais ninguém para protestar. |
| —Texto original | —Tradução literal |

## Autor

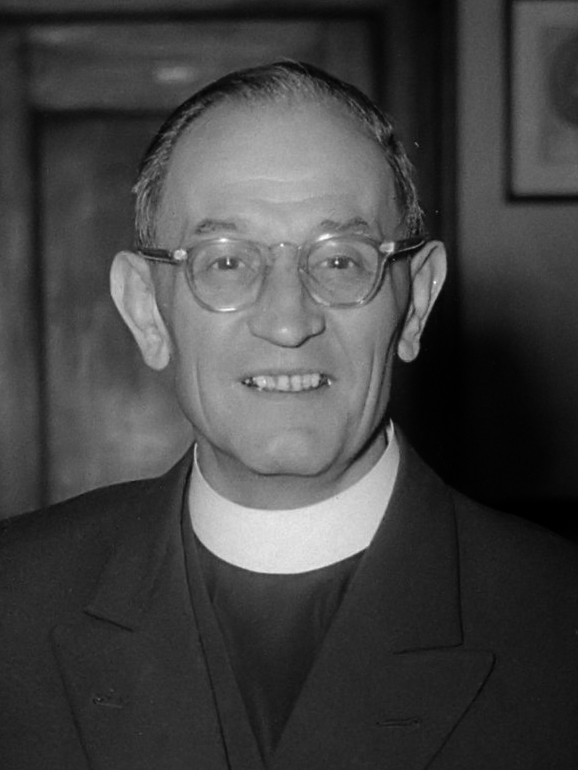
Niemöller no Grote Kerk de Haia em maio de 1952

Martin Niemöller foi um pastor luterano e teólogo alemão nascido em Lippstadt, Alemanha, em 1892. Niemöller era anticomunista e apoiou a ascensão de Adolf Hitler ao poder. Mas quando Hitler chegou ao poder e insistiu na supremacia do Estado sobre a religião, Niemöller se desiludiu. Ele se tornou o líder de um grupo de clérigos alemães que se opunham a Hitler.
Em 1937, ele foi preso e eventualmente confinado em Sachsenhausen e Dachau. Foi libertado em 1945 pelos Aliados. Ele continuou sua carreira na Alemanha como clérigo e como uma das principais vozes da penitência e reconciliação do povo alemão após a Segunda Guerra Mundial.

## Origem
Niemöller fez a confissão em seu discurso para a Igreja Confessante em Frankfurt em 6 de janeiro de 1946, do qual segue uma tradução parcial:
"… As pessoas que foram colocadas nos campos naquela época eram comunistas. Quem se importava com eles? Nós sabíamos, estava impresso nos jornais. Quem levantou a voz, talvez a Igreja Confessante? Pensamos: comunistas, aqueles opositores da religião, aqueles inimigos dos cristãos — 'devo eu ser o guardião do meu irmão?'"
Depois eles se livraram dos doentes, dos chamados incuráveis. Lembro-me de uma conversa que tive com uma pessoa que dizia ser cristã. Ela disse: 'Talvez seja certo, essas pessoas incuravelmente doentes só custam dinheiro ao Estado, são um fardo para si mesmas e para os outros. Não seria melhor para todos os envolvidos se elas fossem tiradas do meio [da sociedade]?' Só então a igreja, como tal, tomou conhecimento.
Então começamos a falar, até que nossas vozes foram novamente silenciadas em público. Podemos dizer que não somos culpados/responsáveis?
A perseguição aos judeus, a maneira como tratamos os países ocupados, ou as coisas na Grécia, na Polônia, na Tchecoslováquia ou na Holanda, que estavam escritas nos jornais. Acredito que nós, cristãos da Igreja Confessante, temos todos os motivos para dizer: mea culpa, mea culpa! Podemos nos convencer do contrário com a desculpa de que me custaria a cabeça se eu tivesse falado [algo sobre].

Preferimos ficar em silêncio. Certamente não estamos isentos de falhas, e eu me pergunto repetidamente: o que teria acontecido se no ano de 1933 ou 1934 — deve ter havido uma possibilidade — 14 000 pastores protestantes e todas as comunidades protestantes na Alemanha tivessem defendido a verdade até suas mortes? Se tivéssemos dito naquela época que não é certo que Hermann Göring simplesmente colocasse 100 000 comunistas em campos de concentração para deixá-los morrer. Eu posso imaginar que talvez 30 000 a 40 000 cristãos protestantes teriam tido suas cabeças cortadas, mas também posso imaginar que teríamos resgatado 30 a 40 milhões de pessoas, porque é isso que está nos custando agora."
Esse discurso foi traduzido e publicado em inglês em 1947, mas foi posteriormente retirado quando foi alegado que Niemöller foi um dos primeiros apoiantes dos nazistas. Os comunistas, os socialistas, as escolas, os judeus, a imprensa e a Igreja são mencionados em uma versão de 1955 do discurso de Niemöller, citada em uma entrevista com um professor alemão que o citou. Um representante nos Estados Unidos fez um discurso semelhante em 1968, omitindo os comunistas, mas incluindo os industrialistas, que foram alvo dos nazistas apenas individualmente.[carece de fontes?]
Niemöller é citado como tendo usado muitas versões do texto durante sua carreira, mas evidências identificadas pelo professor Harold Marcuse da Universidade da Califórnia em Santa Bárbara indicam que a versão do Museu Memorial do Holocausto dos Estados Unidos é imprecisa porque Niemöller frequentemente usou a palavra "comunistas" e não "socialistas". A substituição de "socialistas" por "comunistas" é um efeito do anticomunismo e mais comum na versão que proliferou nos Estados Unidos. De acordo com Marcuse, "o argumento original de Niemöller foi baseado na nomeação de grupos com os quais ele e seu público instintivamente não se importariam. A omissão de comunistas em Washington e de judeus na Alemanha distorce esse significado e deve ser corrigida."
Em 1976, Niemöller deu a seguinte resposta em resposta a uma pergunta de entrevista sobre as origens do poema. A Martin-Niemöller-Stiftung ("Fundação Martin Niemöller") considera esta a versão "clássica" do discurso:
Não havia nenhuma ata ou cópia do que eu disse, e pode ser que eu tenha formulado de forma diferente. Mas, de qualquer forma, a ideia era a seguinte: Os comunistas, nós ainda deixamos aquilo acontecer com tranquilidade; e os sindicatos, nós também deixamos aquilo acontecer; e até deixamos acontecer com os social-democratas. Tudo isso não era da nossa conta.

## Papel na Alemanha Nazista
Como muitos pastores protestantes, Niemöller era um conservador nacional e apoiava abertamente os opositores conservadores da República de Weimar. Assim, ele acolheu a ascensão de Hitler ao poder em 1933, acreditando que isso traria um renascimento nacional. Em 1934, Niemöller juntou-se a outros clérigos luteranos e protestantes, como Karl Barth e Dietrich Bonhoeffer, na fundação da Igreja Confessional, um grupo protestante que se opunha à nazificação das igrejas protestantes alemãs.
Ainda em 1935, Niemöller fez comentários pejorativos sobre os judeus, ao mesmo tempo em que protegia aqueles de ascendência judaica que haviam sido batizados em sua própria igreja, mas eram perseguidos pelos nazistas devido às suas origens raciais. Em um sermão em 1935, ele disse uma vez: "Qual é a razão para o [seu] óbvio castigo, que dura há milhares de anos? Caros irmãos, a razão é facilmente dada: os judeus levaram o Cristo de Deus para a cruz!"
Em 1936, no entanto, ele se opôs de forma decidida ao "parágrafo ariano" dos nazistas. Niemöller assinou a petição de um grupo de clérigos protestantes que criticava duramente as políticas nazistas e declarava que o parágrafo ariano era incompatível com a virtude cristã da caridade. O regime nazista respondeu com prisões em massa e acusações contra quase 800 pastores e advogados eclesiásticos.
Após sua prisão, ele se ofereceu para atuar como comandante de U-boot, reprisando seu papel na Primeira Guerra Mundial, mas esta oferta foi rejeitada pelas autoridades nazistas.

## Uso

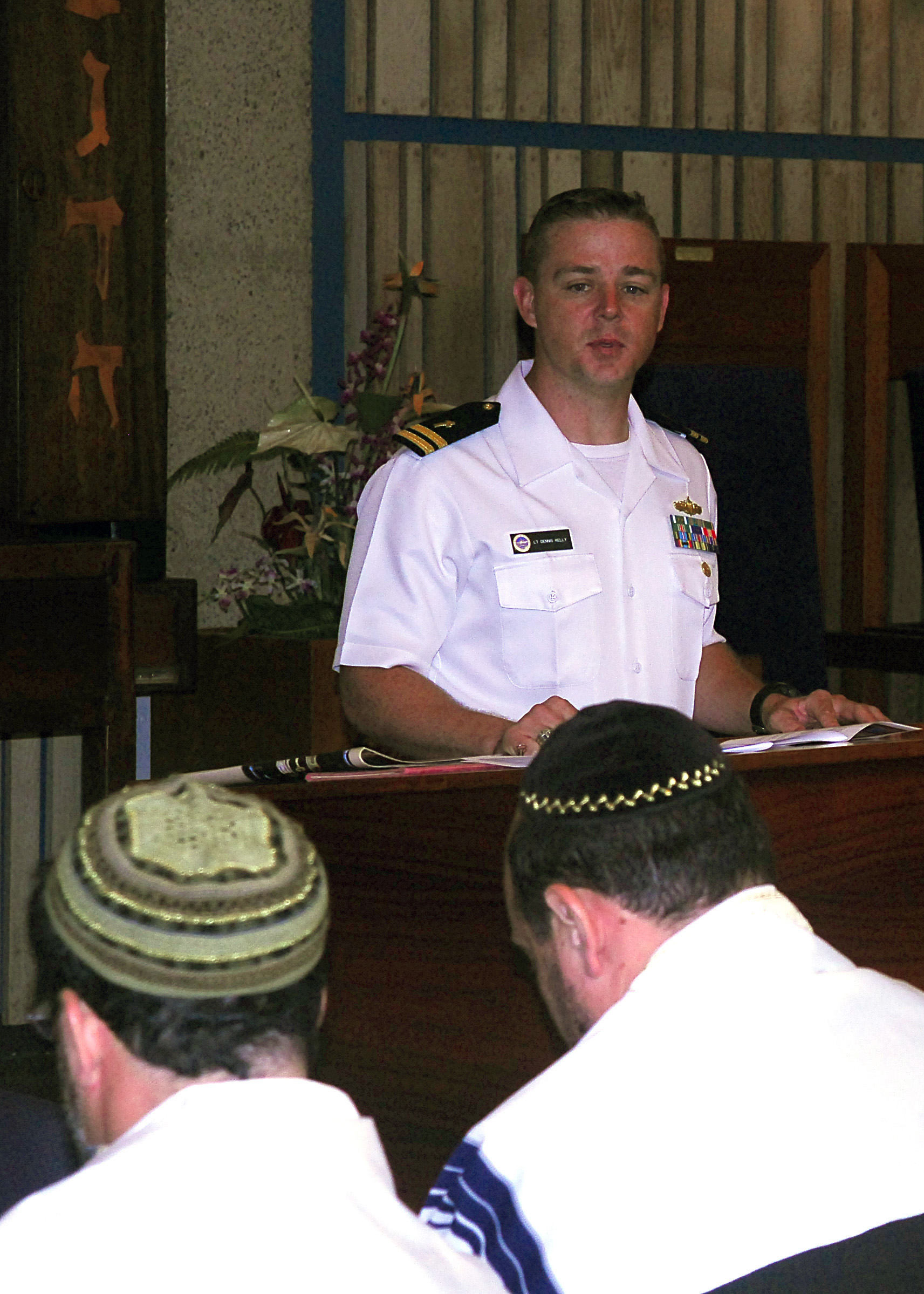
Um capelão da Marinha dos Estados Unidos lê um trecho do poema de Niemöller durante um serviço de observância do Dia de Lembrança do Holocausto em Pearl Harbor; 27 de abril de 2009

No Museu Memorial do Holocausto dos Estados Unidos, em Washington, D.C., a citação está em exposição, e o site do museu possui uma discussão sobre a história da citação.
Uma versão do poema está em exposição no memorial do Holocausto Yad Vashem, em Jerusalém Ocidental. O poema também é apresentado no Museu do Holocausto da Virgínia, em Richmond, Virgínia  no Memorial do Holocausto da Nova Inglaterra, em Boston, Massachusetts; no Museu do Holocausto da Flórida, em São Petersburgo, Flórida; e no Museu do Holocausto e Centro Educacional de Illinois, em Skokie, Illinois.

## Leitura complementar
Stein, Leo (2003), They Came for Niemoeller: The Nazi War Against Religion, ISBN 1-58980-063-X, Gretna, Louisiana: Pelican Publishing Co, consultado em 22 de agosto de 2012.